# Ignacy Antoni II Hayek
Ignacy Antoni II Hayek (ur. 14 września 1910 w Aleppo; zm. 21 lutego 2007 w Charfet) – syryjski duchowny katolicki, patriarcha Antiochii w latach 1968-1998.

## Życiorys
Święcenia kapłańskie otrzymał 10 czerwca 1933.

## Episkopat
27 maja 1959 został mianowany arcybiskupem Aleppo. Sakry biskupiej udzielił mu 15 sierpnia 1959 ówczesny patriarcha Antiochii Ignacy Gabriel I Tappouni.
10 marca 1968 sobór Kościoła syryjskiego go patriarchą Antiochii. Dziesięć dni później papież Paweł VI zatwierdził ten wybór. 
23 lipca 1998 zrezygnował z urzędu i przeszedł na emeryturę. Jego następcą został wybrany Ignacy Mojżesz I Daoud. Zmarł 21 lutego 2007 w wieku 96 lat.